# モントローズ公爵
モントローズ公爵（英: Duke of Montrose）は、イギリスの公爵位。スコットランド貴族。爵位名はスコットランド東部、アンガス州のモントローズにちなむ。
最初は第5代クロフォード伯爵デイヴィッド・リンジーに対して1488年に与えられたが、同年剥奪された。後に返還されたものの一代限りとされたため、この爵位は相続されなかった。次は1707年に第4代モントローズ侯爵ジェイムズ・グラハムに対して与えられ、以後現在までグラハム家が保持している。
2014年現在のモントローズ公爵は、第8代公爵となるジェイムズ・グラハムである。1999年貴族院法によって世襲貴族が自動的に貴族院に議席を持つことはなくなったが、彼は議員に選出されたためこの貴族院改革後も議席を持っている。

## 歴史

### デイヴィッド・リンジーの受爵
1488年、第5代クロフォード伯爵デイヴィッド・リンジーはスコットランド王家と縁戚関係にない人物として最初の公爵位となるモントローズ公爵を与えられた。彼はスコットランド王ジェイムズ3世の寵臣で、スコットランド海軍卿、王室家政長官、式部卿、式部卿大法官といった職を務め、ロスシー公ジェイムズ王子の反乱の際も国王側についた。
ソーキバーンの戦いでジェイムズ3世が敗死してロスシー公がジェイムズ4世として即位するとモントローズ公爵位は一時剥奪されたが、翌1489年、一代限りの爵位として返還された。1495年にデイヴィッドは死去し、息子のジョンはクロフォード伯爵位のみを相続した。

### グラハム家の受爵
グラハム氏族は、スコットランド中央部のハイランド・ローランドにまたがるパースシャーに本拠を持つスコットランドの氏族である。グラハム氏族の初期の著名な人物に、愛国者のジョン・ド・グラハムがいる。彼はウィリアム・ウォレスの友人にして右腕であったが、1298年のフォルカークの戦いで戦死した。
その後、一族の所領や影響力は増大し、1415年にパトリック・グラハムはグラハム卿に叙された。1488年のソーキバーンの戦いにおいてグラハム氏族は国王ジェイムズ3世側について戦った。
第3代卿ウィリアム・グラハムは、1505年にジェイムズ4世によってモントローズ伯爵に叙された。彼が1513年9月9日のフロドゥンの戦いで戦死すると、長男のウィリアムが襲爵した。2代伯の成人した最年長の息子であるロバートは1547年9月10日のピンキーの戦いで戦死したため、その息子のジョンが3代伯となった。4代伯となったジョンは、3代伯の長男である。続いてその長男のジェイムズが5代伯となった。

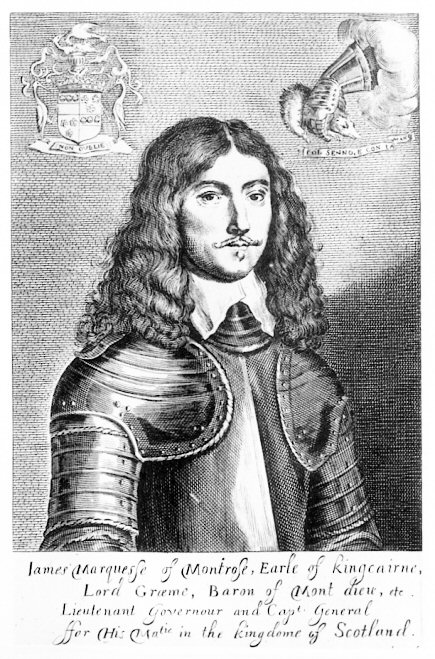
初代モントローズ侯爵ジェイムズ・グラハム

5代伯は国民盟約の結成を主導し1639年と1640年の主教戦争でイングランド王兼スコットランド王チャールズ1世と戦い、続く清教徒革命の最中に勃発したスコットランド内戦では盟約派から王党派に鞍替え、チャールズ1世に代わって王党派を率いて盟約派と戦った。1645年にインヴァロッヒーの戦いとキルシスの戦いで盟約派に勝利したがフィリップホフの戦いで敗れて大陸へ亡命、1649年にチャールズ1世がイングランド議会派に処刑されるとチャールズ2世に仕えて1650年に再起を図り帰国したがカービスデイルの戦いで敗れて捕縛・処刑された。5代伯は1644年にモントローズ侯爵に叙されており、一人息子のジェイムズが襲爵、2代侯（6代伯）となった。
2代侯が死去するとその息子のジェイムズが3代侯に、続いて3代侯の一人息子のジェイムズが4代侯となった。4代侯はイングランド・スコットランドの合併を定める1707年合同法の制定にスコットランド枢密院議長として尽力し、その功績によりアン女王によって同年モントローズ公爵に叙された。彼が1742年に死去すると、一人息子のウィリアムが2代公となった。
3代公となったジェームズは、2代公の長男である。彼は初め庶民院議員となり、襲爵によって貴族院に移った。小ピット内閣で商務院総裁となったほか、主馬頭や宮内長官といった職も務めた。また1782年には1747年制定のハイランドドレス着用禁止法を廃止させた。
3代公が死去すると、その長男のジェイムズが公位を相続した。彼も政治家で、王室副侍従長・王室家政長官・ランカスター公領大臣・逓信公社総裁を歴任した。

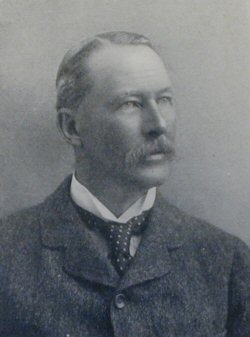
第5代モントローズ公爵ダグラス・グラハム

続いて4代公の長男のダグラスが5代公に、5代公の長男のジェイムズが6代公となった。
6代公が死去すると、その長男であるアンガスが7代公となった。彼はイギリスの植民地であった南部アフリカで生涯の大半を過ごし、1965年の北ローデシアのローデシア・ニヤサランド連邦からの「独立」宣言にはイアン・スミス内閣の農業大臣として署名し、後には国防大臣を務めた。
現在のモントローズ公爵は、1992年に襲爵した8代公ジェイムズである。7代公の長男である彼は保守党所属の政治家で、1999年貴族院法成立後に世襲貴族から選出された92人の貴族院議員の一人であり、紋章院総裁として議席の世襲が認められたノーフォーク公爵を別にすれば貴族院唯一の公爵である。

## 邸宅
現在、公爵家の邸宅は、ローモンド湖近くのAuchmarにある。

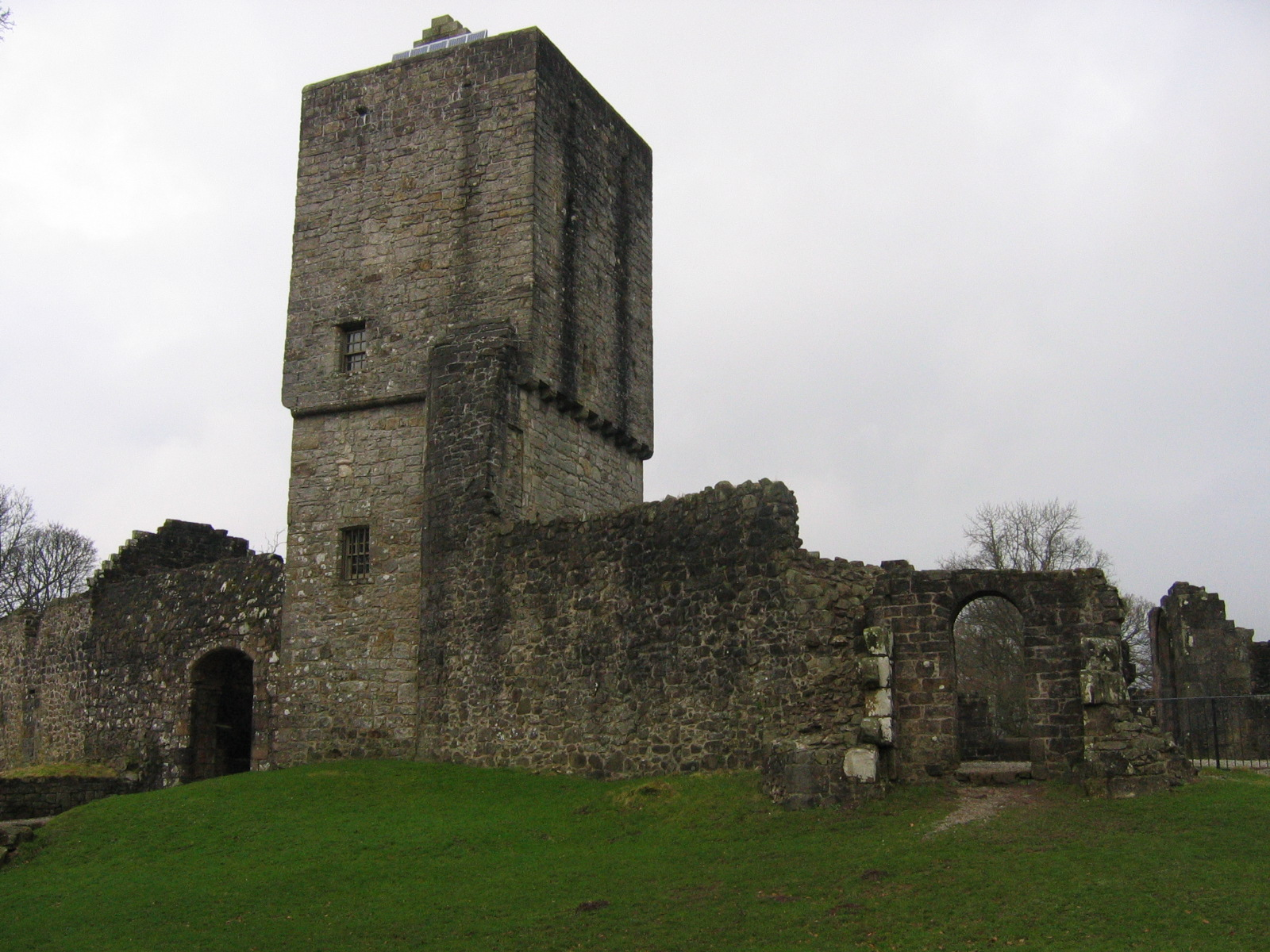
マグドック城址の南面

13世紀から17世紀にわたってグラハム氏族は、現在のスターリング・カウンシル・エリアにあるマグドック城に本拠を置いていた。スコットランド内戦中の1650年、初代モントローズ侯は初代アーガイル侯爵アーチボルド・キャンベルに敗れて処刑され城も奪われたが、アーガイル侯が1661年に処刑されるとマグドック城は返還された。第二次世界大戦中の政府による接収を経て、現在マグドック城はスターリング・カウンシルが所有している。

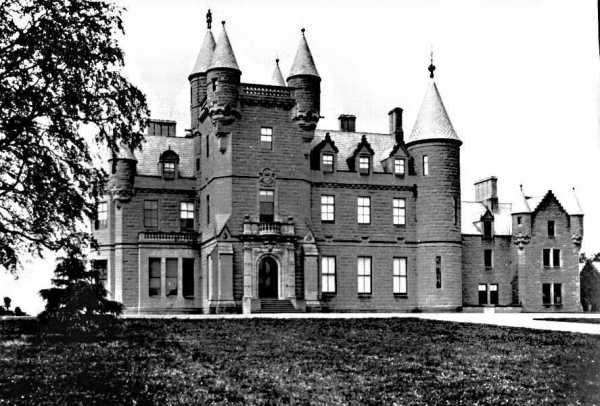
1890年代のブキャナン城

1854年に第4代モントローズ公は、ブキャナン氏族からスターリングシャーのブキャナン城を買い取り、2年前に焼失していた城を再建した。以後1925年に売却するまで、公爵家の本拠はブキャナン城に置かれていた。現在ブキャナン城はナショナル・トラスト・フォー・スコットランドに史跡として登録され保護されているが、修復が必要な史跡にもリストされている。

## 現当主の保有爵位
現当主である第8代公爵ジェイムズ・グラハムは以下の爵位を有する。
- 第8代モントローズ公爵(8th Duke of Montrose)
(1707年4月24日の勅許状によるスコットランド貴族爵位)
- 第11代モントローズ侯爵（11th Marquess of Montrose)
(1644年5月6日の勅許状によるスコットランド貴族爵位）
- 第8代グラハム=ブキャナン侯爵(8th Marquess of Graham and Buchanan)
(1707年4月24日の勅許状によるスコットランド貴族爵位）
- 第15代モントローズ伯爵（15th Earl of Montrose)
(1503年7月7日の勅許状によるスコットランド貴族爵位）
- 第11代キンカーディン伯爵（11th Earl of Kincardine)
(1644年5月6日の勅許状によるスコットランド貴族爵位）
- 第8代ベルフォードのグラハム伯爵（8th Earl Graham of Belford)
(1722年5月23日の勅許状によるグレートブリテン貴族爵位）
- 第8代ダンダフ子爵（8th Viscount Dundaff)
(1707年4月24日の勅許状によるスコットランド貴族爵位）
- 第17代グラハム卿（17th Lord Graham)
(1445年6月28日の勅許状によるスコットランド貴族爵位）
- 第11代グラハム・マグドック卿(11th Lord Graham and Mugdock)
(1644年5月6日の勅許状によるスコットランド貴族爵位)
- 第8代アバリヴァン・マグドックおよびフィントリー卿（8th Aberruthven, Mugdock and Fintrie)
(1707年4月24日の勅許状によるスコットランド貴族爵位）
- 第8代ノーサンバーランド州ベルフォードのグラハム男爵（8th Baron Graham, of Belford in the County of Northumberland)
(1722年5月23日の勅許状によるグレートブリテン貴族爵位)
- 第12代(ブラコの)准男爵(12th Baronet,of Braco)
(1625年9月28日の勅許状によるノヴァ・スコシア准男爵位)

公位の法定推定相続人は、儀礼称号としてグラハム=ブキャナン侯爵と称する。また、モントローズ公爵は、スコットランドの氏族のひとつグラハム氏族の氏族長でもある。

## 一覧

### グラハム卿 （1415年）
- 初代パトリック・グラハム（1466年頃歿）
- 第2代ウィリアム・グラハム（1472年頃歿）
- 第3代ウィリアム・グラハム（1464年 - 1513年）
  - 1505年、モントローズ伯爵に叙位

### モントローズ公爵 （第1期; 1488年）
- デイヴィッド・リンジー（1440年 - 1495年）
  - 1488年、剥奪
  - 1489年、回復

### モントローズ伯爵 （1505年）
- 初代ウィリアム・グラハム（英語版）（1464年 - 1513年）
- 第2代ウィリアム・グラハム（英語版）（1492年 - 1571年）
- 第3代ジョン・グラハム（英語版）（1548年 - 1608年）
- 第4代ジョン・グラハム（英語版）（1573年 - 1626年）
- 第5代ジェイムズ・グラハム（1612年 - 1650年）
  - 1644年、モントローズ侯爵に叙位

### モントローズ侯爵 （1644年）
- 初代ジェイムズ・グラハム（1612年 - 1650年）
- 第2代ジェイムズ・グラハム（英語版）（1633年 - 1669年）
- 第3代ジェイムズ・グラハム（1657年 - 1684年）
- 第4代ジェイムズ・グラハム（1682年 - 1742年）
  - 1707年、モントローズ公爵に叙位

### モントローズ公爵 （第2期; 1707年）
- 初代ジェイムズ・グラハム（1682年 - 1742年）
- 第2代ウィリアム・グラハム（1712年 - 1790年）
- 第3代ジェームズ・グラハム（1755年 - 1836年）
- 第4代ジェイムズ・グラハム（英語版）（1799年 - 1874年）
- 第5代ダグラス・グラハム（1852年 - 1925年）
- 第6代ジェイムズ・グラハム（英語版）（1878年 - 1954年）
- 第7代アンガス・グラハム（英語版） （1907年 - 1992年）
- 第8代ジェイムズ・グラハム（英語版）（1935年 - ）
  - 公位の法定推定相続人は、8代公の息子のグラハム=ブキャナン侯爵ジェイムズ・アレグザンダー・グラハム（1973年 - ）